# 亜方逸樹
亜方 逸樹（あかた いつき）は、日本のイラストレーター。大阪府出身。
有限会社フリーフルソフト所属。
茉森晶と2人でアダルトゲームブランド「Q-X（きゅーくす）」を設立。

## 主な作品

### ゲーム
- たいせつなうた 〜恋する夢歌姫〜
- こころナビ
- 姫さま凛々しく!
- セカンドノベル 〜彼女の夏、15分の記憶〜（『夏影』、日本一ソフトウェア）
- 幻月のパンドオラ
- こころリスタ!

### イラスト
スーパーダッシュ文庫（集英社）
- 『ドラゴンクライシス!』シリーズ（著：城崎火也）

美少女文庫（フランス書院）
- 『本日開店! くノ一喫茶』（著：あすなゆう） 2010年6月30日第1刷発行 ISBN 978-4-8296-5931-1

電撃文庫（アスキー・メディアワークス）
- 『俺の天使は恋愛禁止!』シリーズ（著：美月りん）

アース・スターノベル（アース・スター エンターテイメント）→SQEXノベル（スクウェア・エニックス）
- 『私、能力は平均値でって言ったよね!』シリーズ（著：FUNA）

アース・スターノベル（アース・スター エンターテイメント）
- 『私、能力は平均値でって言ったよね! リリィのキセキ』シリーズ（著：赤井紅介、原作：FUNA）

SQEXノベル（スクウェア・エニックス）
- 『黒魔女アーネスの、使い魔の、推しごと〜転生召喚されたし、ご主人様を国民的アイドルにするぞ!〜、著：茉森晶）

テレビアニメ
- 『ましろ色シンフォニー -The color of lovers-』第10話 エンドカードイラスト

### 画集
- 『えくせれんとぷにっと 亜方逸樹画集』 2009年9月15日、アスキーメディアワークス